# Gare d'Oloron-Sainte-Marie
Pour les articles homonymes, voir Gare de Sainte-Marie.
La gare d'Oloron-Sainte-Marie est une gare ferroviaire française de la ligne de Pau à Canfranc (frontière), située sur le territoire de la commune d'Oloron-Sainte-Marie, dans le département des Pyrénées-Atlantiques, en région Nouvelle-Aquitaine. 
C'est une gare de la Société nationale des chemins de fer français (SNCF), desservie par des trains express régionaux TER Nouvelle-Aquitaine.

## Situation ferroviaire
La gare d'Oloron-Sainte-Marie est située au point kilométrique (PK) 250,559 (altitude 315 m) de la ligne de Pau à Canfranc (frontière) après la gare ouverte d'Ogeu-les-Bains. Elle fut le terminus temporaire de la ligne : le trafic ferroviaire vers Canfranc est interrompu depuis le 30 mai 1980, l'accident du pont de l'Estanguet le 27 mars 1970 ayant provoqué l'interruption totale du trafic entre Bedous et Canfranc, puis entre Oloron et Canfranc. La section Oloron - Bedous a rouvert en 2016 .
Elle dépend de la région ferroviaire de Bordeaux. Elle est équipée de deux quais, le quai X pour la voie 1 et le quai Y pour la voie 2, qui disposent chacun d'une longueur utile de 220 m.
En 2019, selon les estimations de la SNCF, la fréquentation annuelle de la gare était de 98 363 voyageurs contre 93 277 en 2017. La fréquentation bondit de plus de 28% en 2022 par rapport à 2021 en passant respectivement de 86 088 voyageurs à 110 312 voyageurs soit 24 224 voyageurs en plus en une année (Source: SNCF OPEN-DATA fréquentation). La hausse se poursuit en 2023 avec 121 893 voyageurs soit 10% de plus d'augmentation et 2024 avec 144 730 voyageurs soit 18,7 % de plus qu'en 2023. On a en 2024 près de 400 voyageurs journaliers dans cette gare (396,5 exactement)

## Histoire
La gare est ouverte lors de la mise en service de la section de Buzy à Oloron-Sainte-Marie le premier septembre 1883.
La section entre Oloron-Sainte-Marie et Gare de Bedous est ouverte en 1914 avant la mise en service  de la ligne jusqu'à la Gare internationale de Canfranc en 1928.
Entre 1901 et 1931, la gare est en correspondance avec les tramways du Chemin de fer de Pau-Oloron-Mauléon desservant Mauléon-Licharre (via Tardets-Sorholus) et Sauveterre-de-Béarn. 
La gare était le terminus temporaire de la Ligne de Pau à Canfranc (frontière) entre 1980 et 2016. La section entre Oloron-Sainte-Marie et Bedous est réouverte en juin 2016. 

## Service des voyageurs

### Accueil
Gare SNCF, elle dispose d'un bâtiment voyageurs, avec guichet, ouvert tous les jours. Elle est équipée d'automates pour l'achat de titres de transport.

### Desserte
La gare est desservie par : 
- La ligne TER 55[5] des trains TER Nouvelle-Aquitaine qui effectuent des missions entre les gares de Pau et Bedous. Ces trains sont terminus à Oloron-Sainte-Marie, Bidos ou Bedous.
- Les cars de la région Nouvelle-Aquitaine :
  - ligne 551 en direction de Mauléon-Licharre (ancienne ligne 808)
  - ligne 552 en direction d'Arette et la station de ski de La Pierre Saint-Martin (ancienne ligne 807).

### Intermodalité
La mise en service de bus "La Navette" permet de faciliter l'intermodalité en réunissant différents modes de transports sur un même lieu. 
Ce pôle est composé : 
- D'un arrêt de bus pour La Navette (lignes 1,2, Express) et La Navette Périurbaine (lignes A à D)
- D'un arrêt de cars interurbains (lignes 551, 552)
- De deux parkings gratuits
- D'une station de taxis
- D'un parking à vélo (non sécurisé)
- D'une station de location de vélos